# Ерилин, Михаил Васильевич
Ерилин Михаил Васильевич (16 ноября 1945 года — 24 июля 2012 года) — поэт, переводчик. Лауреат литературной премии имени С. Злобина. Член Союза писателей РБ (1996).

## Биография
Ерилин Михаил Васильевич родился 16 ноября 1945 года в Уфе в рабочей семье.
Окончив семилетнюю школу, учился в Энергетическом техникуме. Служил в армии в ракетных войсках.
После армии работал в ОАО «Башкирэнерго».
Печатался в республиканских периодических изданиях. Первая его книга стихотворений «Письмо к другу» была издана в 1977 году.

## Творчество
Книги стихотворений «Письмо к другу» (1977), «Утренние строки» (1984), «Пожитки» (1990), «Аритмия» (1996), . «Сломать уключину на Дёме» (2005).
Занимался переводами на русский язык башкирских поэтов Д. Г. Киекбаева, Р.Туйгуна, Д.Юлтыя, Г.Юнусовой, Т.Янаби и др.

## Награды и звания
Литературная премия имени С. Злобина